# Маркиан из Фридженто
Маркиан (V век) — святой епископ Фридженто. День памяти — 14 июня.
Святой Маркиан родился в Греции в христианской семье. По кончине своих родителей он продает все свое имущество, чтобы раздать их бедным и нуждающимся. Вскоре слава о его добродетели и его святости распространилась по всей стране, и многие верующие стали отовсюду стекаться к нему. По этой причине св., Маркиан оставил свою родину и отправился в Италию, где он стал вести отшельническую жизнь неподалёку от Фридженто. Из-за различных исцелений и чудес, связанных с его именем, св. Маркиан становится объектом почитания со стороны верующих, которые идут к нему с разных сторон.
Однажды среди посетителей св. Маркиана оказался Лаврентий, избранный епископом Каноссы, который следовал в Рим, чтобы получить папское благословение. Он остановился во Фридженто и попросил Маркиана сопровождать его в столицу. Недалеко от города их встречал папа римский Лев Великий, который нашёл только Лаврентия, потому что св. Маркиан уже отправился Марчиано ушел молиться в храм Божией Матери, называемый «Ротонда». Папа римский Лев и Лаврентий отправились в этот храм. Там папа римский пообщался со св. Маркианом, о постановке которого во епископы ему была явлена Воля Божия.
После епископской хиротонии Маркиан и Лаврентий отправились восвояси. Жизнь св. Маркиана изобилует случаями чудес и исцелений, вплоть до дня его смерти. Его репутация святости продолжается по наши дни, многие чудеса явлены на его могиле.
Святой Маркиан считается покровителем Фридженто и Таурази.

## Агиографические источники
Житие св.Маркиана впервые опубликовал Фердинандо Угелли в 1662 году в VIII томе его Священной Италии (Italia Sacra). Это житие было составлено на основании древней рукописи, ныне утраченной. Вероятно на основании той же рукописи в 1613 году Филипп Феррари составил краткий текст. В 1723 году в Acta Sanctorum было опубликовано второе издание Жития святого с комментарием болландиста Жана-Батиста дю Соллье (Jean-Baptiste Du Sollier). Как и Феррари, болландист указывает в качестве дня памяти 14 июля.
Тексты, составленные Угелли и Соллье, по существу, идентичны . Некоторые рукописи, имеющиеся в Библиотеке капитула в Беневенто и в Biblioteca Casanatense, содержат иные описания Жития св.Маркиана, которые отличаются от двух предыдущих наличием пролога и добавлением истории перенесения мощей из Фридженто в Беневенто, состоявшееся при Урсе, епископе Беневенто, в первой половине IX века. Кроме того, рукопись из Беневенто указывает на 14 июня, как на день памяти св.Маркиана . Эти два Жития были опубликованы в переводе на итальянский в 2012 году .